# Roland Gransart
Roland Gransart, né le 1er janvier 1954 à Marseille, est un footballeur français qui évoluait au poste de défenseur central, devenu par la suite le plus jeune entraîneur de l'Olympique de Marseille. Il est le fils de Maurice Gransart, défenseur de l'Olympique de Marseille au milieu des années 1950.

## Biographie
À la suite du dépôt de bilan le 14 avril 1981 et des licenciements économiques des joueurs professionnels et de l'encadrement technique, le poste d'entraîneur de l'Olympique de Marseille est confié à Jean Robin, ancien joueur du club pendant les années 1940-1950 et Roland Gransart, alors joueur en activité. Cela ne l'empêche pas de faire monter l'OM en 1984 avec des joueurs comme José Anigo, Jean-Charles De Bono et François Bracci. Mais dès le mois d'octobre de cette année, il est limogé faute de résultats. 
Deux ans plus tard, il part entraîner le SEC Bastia en deuxième division. Il y reste pendant cinq ans sans parvenir à faire accéder le club à la première division. Il y parvient avec le FC Gueugnon en 1995, qu'il entraîne pendant sept ans. 
Il exerce par la suite à l'AS Cannes et à Martigues, avant de retourner à l'OM comme entraîneur de l'équipe réserve, puis depuis 2005 comme directeur du centre de formation.

## Carrière

### Joueur
- 1974-1981 :  Olympique de Marseille

### Entraîneur
- 1981-1984 :  Olympique de Marseille
- 1986-1991 :  SEC Bastia
- 1991-1998 :  FC Gueugnon
- 1998-2001 :  AS Cannes
- 2002-2003 :  FC Martigues
- 2003-2005 :  Olympique de Marseille (réserve)
- 2005-2010 :  Directeur du centre de formation de l'Olympique de Marseille